# Mary Jane Kinnaird

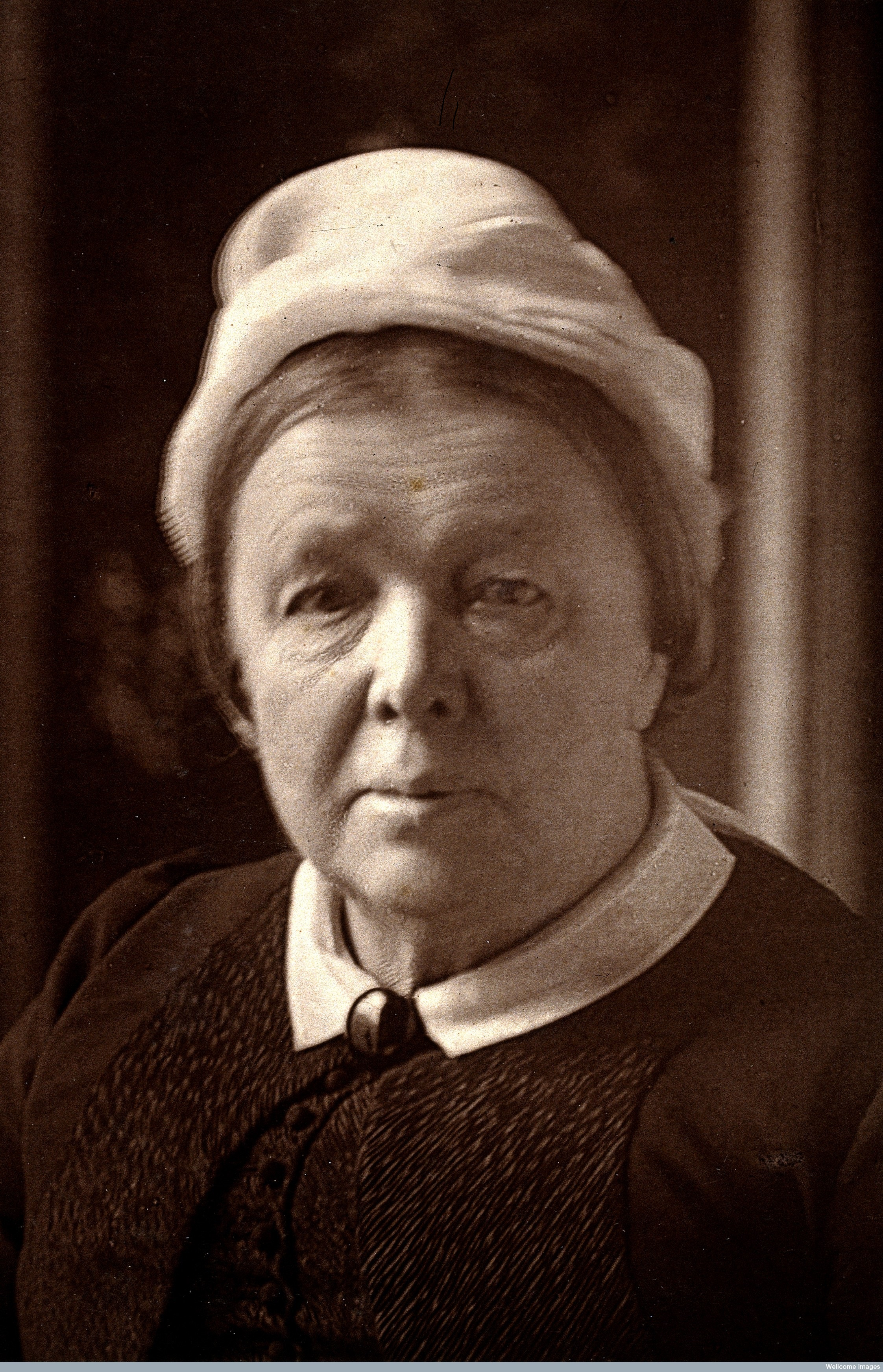
Mary Jane Kinnaird (1860)

Mary Jane Kinnaird, Lady Kinnaird, geborene Hoare (* 1816; † 1888) war eine englische Philanthropin und Mitbegründerin der Young Women’s Christian Association.

## Leben
Kinnaird wurde als Mary Jane Hoare in Blatherwick Park in Northamptonshire geboren. Ihre Eltern William Henry und Louisa Elizabeth starben 1819 bzw. 1816. Sie lebte bei ihrem Großvater väterlicherseits, Henry Hoare, Gutsherr von Mitcham Grove in Surrey. Er starb 1828, und ihr älterer Bruder Henry (1807–1866) wurde ihr Vormund. Sie wurde von Tanten, Onkeln und einer Gouvernante betreut. Durch die Lektüre der Werke des Evangelisten William Romaine wurde sie zum Studium der Bibel, zu täglichen Gebeten und zur Evangelisation inspiriert. 1837 wurde sie Sekretärin ihres Onkels Baptist Wriothesley Noel, der Reverend an der St John’s Chapel in London war. 1841 gründete sie die St John’s Training School for Domestic Servants und engagierte sich für die Finanzierung einer Gedenkhalle für Johannes Calvin in Genf, womit sie und ihr Onkel die Verbreitung des europäischen Protestantismus fördern wollten.
1843 heirate Mary Jane Hoare den Unterhausabgeordneten und Bankier Hon. Arthur Kinnaird, der 1878 den Adelstitel 10. Lord Kinnaird erbte. Die Eheleute, die sieben Kinder bekamen, ließen sich in London nieder und luden jeden Mittwoch Gäste zu Diskussionen über philanthropische Projekte ein. Ihr Mann war ein Befürworter des Frauenwahlrechts, wohingegen Lady Kinnaird der Meinung war, dass dies nicht ihre Vorstellung von der Rolle der Frau sei. Lady Kinnaird galt als schüchtern und hielt keine öffentlichen Reden, aber es wird vermutet, dass sie die Reden ihres Mannes schrieb.
Lady Kinnaird brachte zahlreiche wohltätige Projekte auf den Weg. So sammelte sie Spenden für das Lock Hospital and Asylum. Sie arbeitete mit Florence Nightingale zusammen, um 1855 Krankenschwestern für den Krimkrieg auszubilden. Zu diesem Zweck ließ sie das North London Home einrichten, in dem die Frauen wohnten. Weiterhin gründete sie die United Association for the Christian and Domestic Improvement of Young Women, die 1871 vier Institute und zwei Heime betrieb. 1877 vereinte sie dieses Projekt mit der Bibelstudiengruppe von Emma Robarts. Daraus entstand die Young Women’s Christian Association.
Ein weiterer Schwerpunkt von Lady Kinnairds Arbeit war Indien. Sie unterstützte ab 1852 die Gründung der Indian Female Normal School and Instruction Society, die über 60 Schulen in Indien unterhielt und ausschließlich von Frauen betrieben wurde, da nur sie Zugang zu den Zenanas, den Frauengemächern, bekamen. Um 1907 nahm eine Schule in Lahore den Namen Kinnaird Christian Girls’ High School an, die Lady Kinnairds Sohn Arthur zur Erinnerung an seine Mutter hatte errichten lassen. Die Schule wurde später in Kinnaird College for Women University umbenannt.
Kinnaird war zudem eine der Gründerinnen der Women’s Emigration Society, die dafür sorgte, dass Frauen aus der Armenschicht eine Ausbildung erhielten, um in den Kolonien arbeiten zu können.

## Familie
1887 starb der Ehemann von Mary Jane Kinnaird, und ihr Sohn Arthur erbte dessen Titel. Sie starb 1888, fünf ihrer Kinder überlebten sie. Die unverheirateten Töchter Louisa, Gertrude und Emily führen die Arbeit ihrer Mutter, fort, Louise in London und Gertrude und Emily als Missionarinnen in Indien.